# Jangheung-gun
Jangheung-gun (hangul 장흥군, hanja 長興郡) är en landskommun (gun)   i den sydkoreanska provinsen Södra Jeolla. I slutet av 2020 hade kommunen 38 334 invånare (2020). Administrativ huvudort är Jangheung-eup.
Folkmängden i Jangheung-gun har minskat väsentligt sedan toppen 1966:
| År   | Antal invånare |
| ---- | -------------- |
| 1960 | 126 695        |
| 1966 | 144 543        |
| 1980 | 112 975        |
| 1990 | 68 288         |
| 2000 | 53 487         |
| 2010 | 42 732         |
| 2020 | 38 334         |

## Administrativ indelning
Kommunen är indelad i tre köpingar (eup) och sju socknar (myeon):
Anyang-myeon,
Busan-myeon,
Daedeok-eup,
Gwansan-eup,
Hoejin-myeon,
Jangdong-myeon,
Jangheung-eup,
Jangpyeong-myeon,
Yongsan-myeon och
Yuchi-myeon.